# Pterocactus australis
Pterocactus australis là một loài thực vật có hoa trong họ Cactaceae. Loài này được (F.A.C.Weber) Backeb. miêu tả khoa học đầu tiên năm 1950.